# Robin Hood (Walibi Holland)
Robin Hood im Walibi Holland (Biddinghuizen, Provinz Flevoland, Niederlande) war eine Holzachterbahn vom Modell Wooden des Herstellers Vekoma, die 2000 im damaligen Six Flags Holland eröffnet wurde. Sie war eine von vier Achterbahnen, die nach dem Kauf von Walibi Flevo durch Six Flags im Jahr 2000 eröffneten.
Die 1035 m lange Strecke erreichte eine Höhe von 32 m. Die Züge erreichten auf dieser Strecke eine Höchstgeschwindigkeit von 80 km/h und benötigten rund 2:25 Minuten.

## Züge
Robin Hood besaß zwei Züge mit jeweils vier Wagen. In jedem Wagen konnten sechs Personen (drei Reihen à zwei Personen) Platz nehmen. Die Fahrgäste mussten mindestens 1,20 m groß sein, um mitfahren zu dürfen.

## Hybrid-Umbau
Robin Hood wurde am 28. Oktober 2018 geschlossen, um von Rocky Mountain Construction zu einem Hybrid Coaster umgebaut und 2019 unter dem neuen Namen Untamed wiedereröffnet zu werden.